# Campeonato Europeu de Halterofilismo de 1955
O 35º Campeonato Europeu de Halterofilismo foi realizado em conjunto com o Campeonato Mundial de Halterofilismo de 1955 na cidade de Munique, na Alemanha Ocidental entre 12 a 16 de outubro de 1955. Foram disputadas sete categorias.

## Medalhistas
| Evento                     | Ouro                                 | Ouro     | Prata                               | Prata    | Bronze                        | Bronze   |
| -------------------------- | ------------------------------------ | -------- | ----------------------------------- | -------- | ----------------------------- | -------- |
| Galo (56 kg)               | Vladimir Stogov · União Soviética    | 335,0 kg | Marc Marcombe · França              | 280,0 kg | Herbert Grüner · Áustria      | 280,0 kg |
| Pena (60 kg)               | Rafael Chimishkian · União Soviética | 350,0 kg | Ivan Udodov · União Soviética       | 345,0 kg | Sebastiano Mannironi · Itália | 325,0 kg |
| Leve (67,5 kg)             | Nikolai Kostylev · União Soviética   | 382,5 kg | Luciano De Genova · Itália          | 342,5 kg | Josef Tauchner · Áustria      | 342,5 kg |
| Médio (75 kg)              | Fiodor Bogdanovski · União Soviética | 405,0 kg | Ingemar Franzen · Suécia            | 372,5 kg | Krzysztof Beck · Polónia      | 372,5 kg |
| Meio-pesado-leve (82,5 kg) | Vasili Stepanov · União Soviética    | 425,0 kg | Václav Pšenička · Tchecoslováquia   | 395,0 kg | Czesław Białas · Polónia      | 385,0 kg |
| Meio-pesado (90 kg)        | Arkadi Vorobiov · União Soviética    | 455,0 kg | Jean Debuf · França                 | 410,0 kg | Ivan Veselinov · Bulgária     | 402,5 kg |
| Pesado (+ 90 kg)           | Eino Mäkinen · Finlândia             | 422,5 kg | Theo Aaldering · Alemanha Ocidental | 420,0 kg | Franz Hölbl · Áustria         | 417,5 kg |

## Quadro de medalhas
| Ordem | País               | Medalha de ouro | Medalha de prata | Medalha de bronze | Total |
| ----- | ------------------ | --------------- | ---------------- | ----------------- | ----- |
| 1     | União Soviética    | 6               | 1                | 0                 | 7     |
| 2     | Finlândia          | 1               | 0                | 0                 | 1     |
| 3     | França             | 0               | 2                | 0                 | 2     |
| 4     | Itália             | 0               | 1                | 1                 | 2     |
| 5     | Tchecoslováquia    | 0               | 1                | 0                 | 1     |
| 5     | Alemanha Ocidental | 0               | 1                | 0                 | 1     |
| 5     | Suécia             | 0               | 1                | 0                 | 1     |
| 8     | Áustria            | 0               | 0                | 3                 | 3     |
| 9     | Polónia            | 0               | 0                | 2                 | 2     |
| 10    | Bulgária           | 0               | 0                | 1                 | 1     |
| Total | Total              | 7               | 7                | 7                 | 21    |